# Бои за Барезунд
Бои за Барезунд (швед. Barösund) — серия боёв в сентябре 1789 года между российскими и шведскими войсками и флотом за контроль над архипелагом и проливом Барезунд, произошедшие во время русско-шведской войны (1788—1790).
Во время русско-шведской войны морские бои в финских шхерах обеспечивали половину успеха — блокировали снабжение морем шведской армии в Финляндии и снимали сухопутную угрозу Санкт-Петербургу.
Императрица Екатерина II в рескрипте от 12 (23) августа поставила задачу действовать на неприятельских коммуникациях и берегах, чтобы окончательно прервать сообщение Свеаборга со Швецией. Намерение также состояло в том, чтобы проникнуть к Барезунду и создать плацдарм, с которого можно было бы перерезать прибрежную дорогу для транспортов шведской армии.

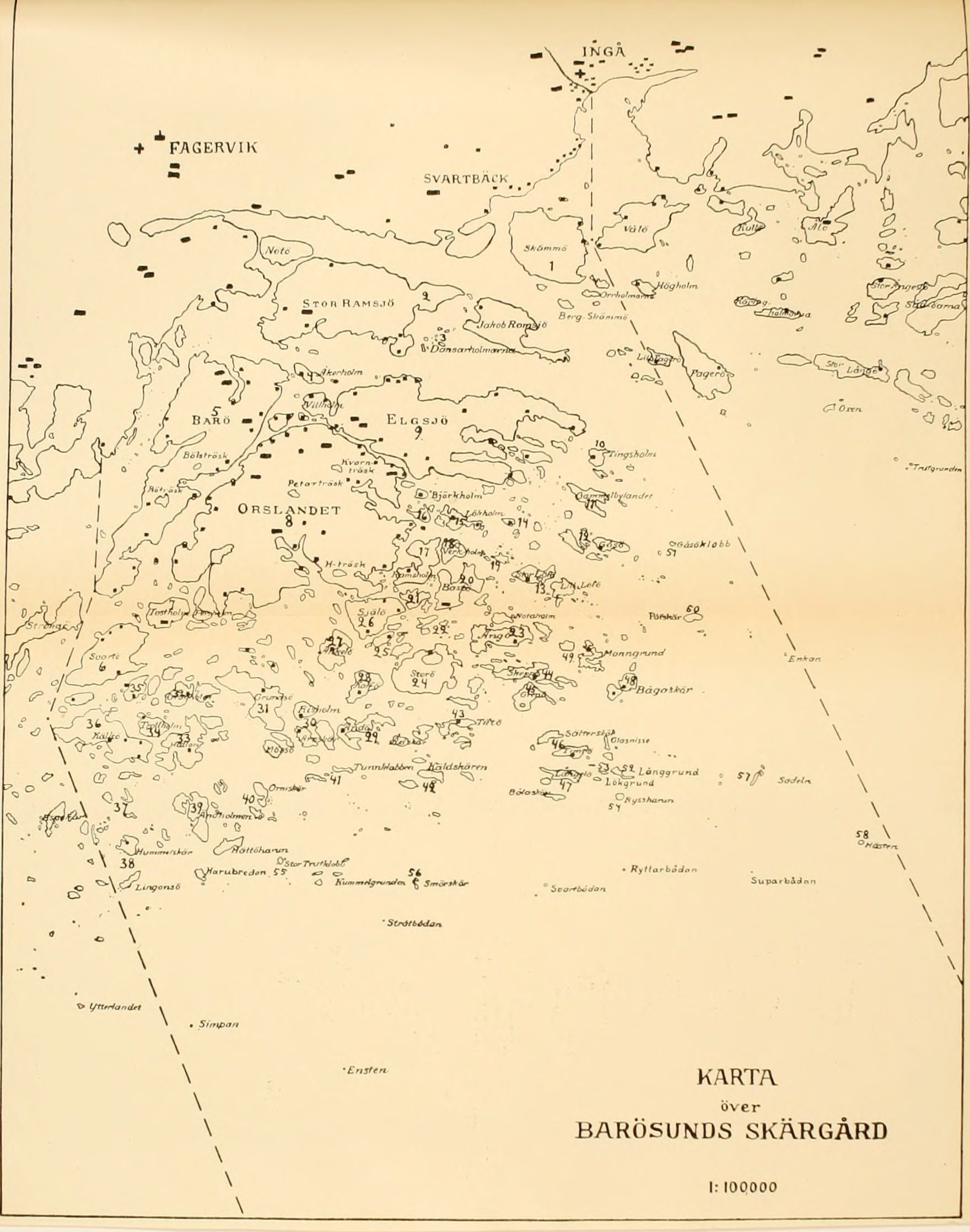
Подробная карта архипелага Барёсунд (1921 г.)

Во исполнение рескрипта 5 (16) сентября отдельный отряд под командованием капитана 1-го ранга Джеймса Тревенена (четыре линейных корабля, пять фрегатов, 2 бомбардирских судна и катера) прибыл к проливу Барезунд, где обнаружил на островах Якоб Рамсен (Якобрамшё) и Эльгшёландет две шведские береговые батареи и эскадру под командованием контр-адмирала Саломона фон Райалина в количестве 25 вымпелов.
7 (18) сентября отряд вошел в пролив, подошел к шведской батарее, обстрелял ее, высадил десант и захватил. Шведский гребной флот провёл контратаку в мелководном проливе Бастхольм, где во время её отражения линейный корабль «Северный Орёл» ударился о подводные камни у острова Якоб Рамсен, пробил днище и сел на грунт. Шведские корабли частично отступили в Бастубаку, частично в Ингрофьярден. Последние на следующий день, 19 сентября, были атакованы шебекой и катером, которые, однако, после часовой канонады были вынуждены отступить.
Бои продолжались вплоть до 9 (20) сентября, когда русскими десантами были захвачены все укрепления на островах, а шведский флот ушел на западный конец архипелага, оставив стратегический пролив под российским контролем. Ситуация для защитников была критической, но шведы не смирились с потерей поста. 
На помощь был послан Густав Мориц Армфельт, который в те годы был едва ли не самым влиятельным человеком в Швеции после короля. 9 (20) сентября он высадился в Ханко с бригадой численностью около 4000 человек, чтобы двинуться к восточной границе, но получил приказ вмешаться в дела в Барезунде. Вечером 18 (29) сентября Армфельт был переправлен на Эльгшёландет вместе с 500 солдатами. 
Во главе колонны из 200 человек Армфельт двинулся через остров и на рассвете 19 (30) сентября внезапно атаковал русский редут, усиленный восемью пушками. После непродолжительного боя противник был изгнан с большими потерями. Стоявшие недалеко от берега русские корабли открыли прицельный огонь, из-за чего Армфельту пришлось отойти, уничтожив орудия батареи. Это нападение стоило шведам 12 убитых и 46 раненых. 
Инициатива перешла к шведам, но вскоре наступила осенняя погода, и 23–24 октября русские покинули Ингрофьярден, но оставили за собой позицию у Порккалы (восточнее Барезунда).